# CPA5
CPA5 (англ. Carboxypeptidase A5) – білок, який кодується однойменним геном, розташованим у людей на короткому плечі 7-ї хромосоми. Довжина поліпептидного ланцюга білка становить 436 амінокислот, а молекулярна маса — 49 036.
| 10         |  | 20         |  | 30         |  | 40         |  | 50         |
| ---------- |  | ---------- |  | ---------- |  | ---------- |  | ---------- |
| MQGTPGGGTR |  | PGPSPVDRRT |  | LLVFSFILAA |  | ALGQMNFTGD |  | QVLRVLAKDE |
| KQLSLLGDLE |  | GLKPQKVDFW |  | RGPARPSLPV |  | DMRVPFSELK |  | DIKAYLESHG |
| LAYSIMIKDI |  | QVLLDEERQA |  | MAKSRRLERS |  | TNSFSYSSYH |  | TLEEIYSWID |
| NFVMEHSDIV |  | SKIQIGNSFE |  | NQSILVLKFS |  | TGGSRHPAIW |  | IDTGIHSREW |
| ITHATGIWTA |  | NKIVSDYGKD |  | RVLTDILNAM |  | DIFIELVTNP |  | DGFAFTHSMN |
| RLWRKNKSIR |  | PGIFCIGVDL |  | NRNWKSGFGG |  | NGSNSNPCSE |  | TYHGPSPQSE |
| PEVAAIVNFI |  | TAHGNFKALI |  | SIHSYSQMLM |  | YPYGRLLEPV |  | SNQRELYDLA |
| KDAVEALYKV |  | HGIEYIFGSI |  | STTLYVASGI |  | TVDWAYDSGI |  | KYAFSFELRD |
| TGQYGFLLPA |  | TQIIPTAQET |  | WMALRTIMEH |  | TLNHPY     |  |            |

A: Аланін

C: Цистеїн

D: Аспарагінова кислота

E: Глутамінова кислота

F: Фенілаланін

G: Гліцин

H: Гістидин

I: Ізолейцин

K: Лізин

L: Лейцин

M: Метіонін

N: Аспарагін

P: Пролін

Q: Глутамін

R: Аргінін

S: Серин

T: Треонін

V: Валін

W: Триптофан

Кодований геном білок за функціями належить до гідролаз, протеаз, металопротеаз, карбоксипептидаз. 
Задіяний у такому біологічному процесі, як альтернативний сплайсинг. 
Білок має сайт для зв'язування з іонами металів, іоном цинку. 
Секретований назовні.